# Mistrovství světa v judu 1979 – muži – těžká váha (+95kg)
Zápasy v judu na X. mistrovství světa v kategorii těžkých vah mužů proběhly v Paříži, 6. prosinec 1979.

## Finále
| Finále            |                   |
| ----------------- | ----------------- |
| Jasuhiro Jamašita | Jasuhiro Jamašita |
| Jean-Luc Rougé    | Jasuhiro Jamašita |

## Opravy / O bronz
Do oprav se dostali judisté, kteří během turnaje prohráli svůj zápas s jedním ze dvou finalistů.
| opravy           | opravy            | o bronz           |            |
| ---------------- | ----------------- | ----------------- | ---------- |
| Gowok            | Gowok             | Imre Varga        | Imre Varga |
| Korocu           | Gowok             | Imre Varga        | Imre Varga |
|                  | Imre Varga        | Imre Varga        | Imre Varga |
|                  |                   | Alexej Ťurin      | Imre Varga |
| Marino Beccacece | Marino Beccacece  | Radomir Kovačević | Čo Če-ki   |
| Pedro Soler      | Marino Beccacece  | Radomir Kovačević | Čo Če-ki   |
|                  | Radomir Kovačević | Radomir Kovačević | Čo Če-ki   |
|                  |                   | Čo Če-ki          | Čo Če-ki   |

## Pavouk
|   | 1/32                 | 1/16                      | čtvrtfinále               | semifinále        | finále            |
| - | -------------------- | ------------------------- | ------------------------- | ----------------- | ----------------- |
| A | Jasuhiro Jamašita    | Jasuhiro Jamašita         | Jasuhiro Jamašita         | Jasuhiro Jamašita | Jasuhiro Jamašita |
| A | Gowok                | Jasuhiro Jamašita         | Jasuhiro Jamašita         | Jasuhiro Jamašita | Jasuhiro Jamašita |
| A | volný los            | Korocu                    | Jasuhiro Jamašita         | Jasuhiro Jamašita | Jasuhiro Jamašita |
| A | volný los            | Korocu                    | Jasuhiro Jamašita         | Jasuhiro Jamašita | Jasuhiro Jamašita |
| A | Abdoulaye Kote       | Mihai Cioc                | Imre Varga                | Jasuhiro Jamašita | Jasuhiro Jamašita |
| A | Mihai Cioc           | Mihai Cioc                | Imre Varga                | Jasuhiro Jamašita | Jasuhiro Jamašita |
| A | volný los            | Imre Varga                | Imre Varga                | Jasuhiro Jamašita | Jasuhiro Jamašita |
| A | volný los            | Imre Varga                | Imre Varga                | Jasuhiro Jamašita | Jasuhiro Jamašita |
| B | Mohamed Bel-Atar     | Alexej Ťurin              | Alexej Ťurin              | Alexej Ťurin      | Jasuhiro Jamašita |
| B | Alexej Ťurin         | Alexej Ťurin              | Alexej Ťurin              | Alexej Ťurin      | Jasuhiro Jamašita |
| B | volný los            | Mohamed Alí Rašwan        | Alexej Ťurin              | Alexej Ťurin      | Jasuhiro Jamašita |
| B | volný los            | Mohamed Alí Rašwan        | Alexej Ťurin              | Alexej Ťurin      | Jasuhiro Jamašita |
| B | Osvaldo Simões Filho | Osvaldo Simões Filho      | Alexander von der Groeben | Alexej Ťurin      | Jasuhiro Jamašita |
| B | Dimitar Zaprjanov    | Osvaldo Simões Filho      | Alexander von der Groeben | Alexej Ťurin      | Jasuhiro Jamašita |
| B | volný los            | Alexander von der Groeben | Alexander von der Groeben | Alexej Ťurin      | Jasuhiro Jamašita |
| B | volný los            | Alexander von der Groeben | Alexander von der Groeben | Alexej Ťurin      | Jasuhiro Jamašita |
| C | Jean-Luc Rougé       | Jean-Luc Rougé            | Jean-Luc Rougé            | Jean-Luc Rougé    | Jean-Luc Rougé    |
| C | Marino Beccacece     | Jean-Luc Rougé            | Jean-Luc Rougé            | Jean-Luc Rougé    | Jean-Luc Rougé    |
| C | volný los            | Pedro Soler               | Jean-Luc Rougé            | Jean-Luc Rougé    | Jean-Luc Rougé    |
| C | volný los            | Pedro Soler               | Jean-Luc Rougé            | Jean-Luc Rougé    | Jean-Luc Rougé    |
| C | Sajid Farhad         | Wojciech Reszko           | Radomir Kovačević         | Jean-Luc Rougé    | Jean-Luc Rougé    |
| C | Wojciech Reszko      | Wojciech Reszko           | Radomir Kovačević         | Jean-Luc Rougé    | Jean-Luc Rougé    |
| C | volný los            | Radomir Kovačević         | Radomir Kovačević         | Jean-Luc Rougé    | Jean-Luc Rougé    |
| C | volný los            | Radomir Kovačević         | Radomir Kovačević         | Jean-Luc Rougé    | Jean-Luc Rougé    |
| D | Peter Adelaar        | Peter Adelaar             | Jean Zinniker             | Čo Če-ki          | Jean-Luc Rougé    |
| D | George Flanagan      | Peter Adelaar             | Jean Zinniker             | Čo Če-ki          | Jean-Luc Rougé    |
| D | volný los            | Jean Zinniker             | Jean Zinniker             | Čo Če-ki          | Jean-Luc Rougé    |
| D | volný los            | Jean Zinniker             | Jean Zinniker             | Čo Če-ki          | Jean-Luc Rougé    |
| D | Arthur Mapp          | Čo Če-ki                  | Čo Če-ki                  | Čo Če-ki          | Jean-Luc Rougé    |
| D | Čo Če-ki             | Čo Če-ki                  | Čo Če-ki                  | Čo Če-ki          | Jean-Luc Rougé    |
| D | volný los            | Ulf Ekberg                | Čo Če-ki                  | Čo Če-ki          | Jean-Luc Rougé    |
| D | volný los            | Ulf Ekberg                | Čo Če-ki                  | Čo Če-ki          | Jean-Luc Rougé    |